# Tour de Bretagne 2024
La 57e édition du Tour de Bretagne a eu lieu du 25 avril au 1er mai 2024. La course fait partie du calendrier UCI Europe Tour 2024 en catégorie 2.2. Elle est remportée par Jakob Söderqvist, coureur suédois de l'équipe continentale Lidl-Trek Future Racing.

## Présentation

### Parcours
Cette édition du Tour de Bretagne se lance de Locmaria-Plouzané pour une boucle dans le Nord-Finistère jusqu'à Plougonvelin. Le lendemain, la plus longue étape de l'épreuve va de Milizac-Guipronvel à Pontivy en traversant les monts d'Arrée. La course prend ensuite la direction de la presqu'île de Guérande en passant par la côte de Cadoudal, théâtre habituel du Grand Prix du Morbihan. Pour les étapes suivantes, le parcours remonte du Croisic vers la Gacilly, avant d'aller jusqu'à Saint-Méen-le-Grand en faisant un détour par les Côtes-d'Armor. L'avant-dernier jour, le tracé s'étend uniquement sur les routes d'Ille-et-Vilaine, de Saint-Onen-La-Chapelle à Louvigné-Du-Désert. Enfin, après un départ du Hinglé et un tour dans les Côtes-d'Armor, l'arrivée se joue dans les rues de Dinan, ville ayant reçu plus de 30 arrivées du Tour de Bretagne depuis sa création en 1967,.

### Équipes
| Équipes continentales (21)- Alpecin-Deceuninck Development Team - Ara-Skip Capital - Arkéa-B&B Hôtels Continentale - Astana Qazaqstan Development Team - ATT Investments - CIC U Nantes Atlantique - Decathlon AG2R La Mondiale Development Team - Development Team dsm-firmenich PostNL - Equipe continentale Groupama-FDJ - Hagens Berman Jayco - Lidl-Trek Future Racing - Lotto Dstny Development Team - Philippe Wagner-Bazin - Q36.5 Continental Cycling Team - Soudal Quick-Step Devo Team - Saint Michel-Mavic-Auber 93 - ColoQuick - Team Visma \| Lease a Bike Development - Trinity Racing - Uno-X Mobility Development Team - Wanty-Re Uz-Technord Équipes amateurs (2)- Dinan Sport Cycling - Morbihan Adris Gwendal Oliveux Équipes régionales et de clubs (2)- Cré'actuel-Marie Morin-U22 - VC Pays de Loudéac |
| |

### Favoris et principaux participants
Le vainqueur de l'édition précédente, Simon Pellaud étant absent pour se préparer au Tour d'Italie, les principaux favoris à la victoire finale sont l'Allemand Tim Torn Teutenberg (Lidl-Trek Future Racing), récent vainqueur du Paris-Roubaix espoirs et de l'Olympia's Tour, ainsi que le Néerlandais Huub Artz (Wanty-Re Uz-Technord), le Belge Vlad Van Mechelen (Development dsm-firmenich PostNL), l'Américain Colby Simmons (Visma Lease a bike Development) et le Britannique Noah Hobbs (Continentale Groupama-FDJ). Les Français Léo Bisiaux, Noa Isidore (Decathlon-AG2R La Mondiale Development), et les Bretons Ilan Larmet (Dinan Sport Cycling), Florian Dauphin ou encore Pierre Thierry (Arkéa-B&B Hotels Continentale) peuvent également s'imposer sur cette épreuve.

## Étapes
| Étape     | Date    | Villes étapes                               | type            | Distance (km) | Dénivelé (m) | Vainqueur d'étape    | Leader du classement général |
| --------- | ------- | ------------------------------------------- | --------------- | ------------- | ------------ | -------------------- | ---------------------------- |
| 1re étape | 25 avr. | Locmaria-Plouzané – Plougonvelin            | étape de plaine | 146           | 1 229 m      | Tim Torn Teutenberg  | Tim Torn Teutenberg          |
| 2e étape  | 26 avr. | Milizac-Guipronvel – Pontivy                | étape vallonnée | 206,2         | 2 546 m      | Alexis Guérin        | Alexis Guérin                |
| 3e étape  | 27 avr. | Pontivy – Guérande                          | étape de plaine | 180,8         | 1 537 m      | Jakob Söderqvist     | Jakob Söderqvist             |
| 4e étape  | 28 avr. | Le Croisic – La Gacilly                     | étape vallonnée | 171,5         | 1 584 m      | Baptiste Veistroffer | Jakob Söderqvist             |
| 5e étape  | 29 avr. | La Gacilly – Saint-Méen-le-Grand            | étape de plaine | 203,4         | 1 911 m      | Matys Grisel         | Jakob Söderqvist             |
| 6e étape  | 30 avr. | Saint-Onen-la-Chapelle – Louvigné-du-Désert | étape de plaine | 192,5         | 2 065 m      | Antonin Souchon      | Jakob Söderqvist             |
| 7e étape  | 1 mai   | Le Hinglé – Dinan                           | étape vallonnée | 159,3         | 1 443 m      | Jesse Kramer         | Jakob Söderqvist             |

## Résultats et classement

### 1reétape
| Locmaria-Plouzané - Plougonvelin | étape de plaine | (146 km) |

À l'issue d'une centaine de kilomètres d'étape en ligne sur les routes du Nord-Finistère, le peloton reprend les échappés du jour avant d'entrer sur le circuit final de la pointe Saint-Mathieu. Le Breton Léo Danès, sur ses routes d'entraînement, et le Néerlandais Loe van Belle tentent de s'extraire du peloton, mais sans succès. Après 146 km de course, l'Allemand Tim Torn Teutenberg (Lidl-Trek Future Racing) s'impose au sprint et remporte le maillot vert de leader du classement général.
| \| Classement de l'étape \| Classement de l'étape \| Classement de l'étape \| Classement de l'étape \| Classement de l'étape \| \| Coureur \| Coureur \| Pays \| Équipe \| Temps \| \| --------------------- \| ----------------------- \| --------------------- \| -------------------------------- \| --------------------- \| \| 1er \| Tim Torn Teutenberg \| Allemagne \| Lidl-Trek Future Racing \| 3 h 16 min 32 s \| \| 2e \| Liam Van Bylen \| Belgique \| Lotto Dstny Development Team \| + 0 s \| \| 3e \| Noah Hobbs \| Royaume-Uni \| Équipe continentale Groupama-FDJ \| + 0 s \| \| 4e \| Huub Artz \| Pays-Bas \| Wanty-Re Uz-Technord \| + 0 s \| \| 5e \| Dillon Corkery \| Irlande \| Saint Michel-Mavic-Auber 93 \| + 0 s \| \| 6e \| Robert Donaldson \| Royaume-Uni \| Trinity Racing \| + 0 s \| \| 7e \| Florian Dauphin \| France \| Arkéa-B&B Hôtels Continentale \| + 0 s \| \| 8e \| Brady Gilmore \| Australie \| ARA-Skip Capital \| + 0 s \| \| 9e \| Matteo Milan \| Italie \| Lidl-Trek Future Racing \| + 0 s \| \| 10e \| Andrea Raccagni Noviero \| Italie \| Soudal Quick-Step Devo Team \| + 0 s \| |                         |             |                                  |                 |
| |                         |             |                                  |                 |
| Source : ProCyclingStats |                         |             |                                  |                 |
| Classement de l'étape |                         |             |                                  |                 |
| Coureur | Coureur                 | Pays        | Équipe                           | Temps           |
| 1er | Tim Torn Teutenberg     | Allemagne   | Lidl-Trek Future Racing          | 3 h 16 min 32 s |
| 2e | Liam Van Bylen          | Belgique    | Lotto Dstny Development Team     | + 0 s           |
| 3e | Noah Hobbs              | Royaume-Uni | Équipe continentale Groupama-FDJ | + 0 s           |
| 4e | Huub Artz               | Pays-Bas    | Wanty-Re Uz-Technord             | + 0 s           |
| 5e | Dillon Corkery          | Irlande     | Saint Michel-Mavic-Auber 93      | + 0 s           |
| 6e | Robert Donaldson        | Royaume-Uni | Trinity Racing                   | + 0 s           |
| 7e | Florian Dauphin         | France      | Arkéa-B&B Hôtels Continentale    | + 0 s           |
| 8e | Brady Gilmore           | Australie   | ARA-Skip Capital                 | + 0 s           |
| 9e | Matteo Milan            | Italie      | Lidl-Trek Future Racing          | + 0 s           |
| 10e | Andrea Raccagni Noviero | Italie      | Soudal Quick-Step Devo Team      | + 0 s           |

| \| Classement général \| Classement général \| Classement général \| Classement général \| Classement général \| \| Coureur \| Coureur \| Pays \| Équipe \| Temps \| \| ------------------ \| --------------------- \| ------------------ \| -------------------------------------- \| ------------------ \| \| 1er \| Tim Torn Teutenberg \| Allemagne \| Lidl-Trek Future Racing \| 3 h 16 min 19 s \| \| 2e \| Liam Van Bylen \| Belgique \| Lotto Dstny Development Team \| + 7 s \| \| 3e \| Noah Hobbs \| Royaume-Uni \| Équipe continentale Groupama-FDJ \| + 9 s \| \| 4e \| Martin Solhaug Hansen \| Norvège \| Uno-X Mobility Development \| + 9 s \| \| 5e \| Robin Lesné \| France \| Cré'actuel-Marie Morin-U22 \| + 10 s \| \| 6e \| Florian Dauphin \| France \| Arkéa-B&B Hôtels Continentale \| + 11 s \| \| 7e \| Jesse Kramer \| Pays-Bas \| Team Visma \\| Lease a Bike Development \| + 11 s \| \| 8e \| Andrey Remkhe \| Kazakhstan \| Astana Qazaqstan Development Team \| + 11 s \| \| 9e \| Jocelyn Baguelin \| France \| Morbihan Adris Gwendal Oliveux \| + 12 s \| \| 10e \| Emiel Verstrynge \| Belgique \| Alpecin-Deceuninck Development Team \| + 12 s \| |                       |             |                                        |                 |
| |                       |             |                                        |                 |
| Source : ProCyclingStats |                       |             |                                        |                 |
| Classement général |                       |             |                                        |                 |
| Coureur | Coureur               | Pays        | Équipe                                 | Temps           |
| 1er | Tim Torn Teutenberg   | Allemagne   | Lidl-Trek Future Racing                | 3 h 16 min 19 s |
| 2e | Liam Van Bylen        | Belgique    | Lotto Dstny Development Team           | + 7 s           |
| 3e | Noah Hobbs            | Royaume-Uni | Équipe continentale Groupama-FDJ       | + 9 s           |
| 4e | Martin Solhaug Hansen | Norvège     | Uno-X Mobility Development             | + 9 s           |
| 5e | Robin Lesné           | France      | Cré'actuel-Marie Morin-U22             | + 10 s          |
| 6e | Florian Dauphin       | France      | Arkéa-B&B Hôtels Continentale          | + 11 s          |
| 7e | Jesse Kramer          | Pays-Bas    | Team Visma \| Lease a Bike Development | + 11 s          |
| 8e | Andrey Remkhe         | Kazakhstan  | Astana Qazaqstan Development Team      | + 11 s          |
| 9e | Jocelyn Baguelin      | France      | Morbihan Adris Gwendal Oliveux         | + 12 s          |
| 10e | Emiel Verstrynge      | Belgique    | Alpecin-Deceuninck Development Team    | + 12 s          |

### 2eétape
| Milizac-Guipronvel - Napoléonville | étape vallonnée | (206,2 km) |

| \| Classement de l'étape \| Classement de l'étape \| Classement de l'étape \| Classement de l'étape \| Classement de l'étape \| \| Coureur \| Coureur \| Pays \| Équipe \| Temps \| \| --------------------- \| --------------------- \| --------------------- \| ------------------------------------- \| --------------------- \| \| 1er \| Alexis Guérin \| France \| Philippe Wagner-Bazin \| 4 h 39 min 39 s \| \| 2e \| Tibor Del Grosso \| Pays-Bas \| Alpecin-Deceuninck Development Team \| + 10 s \| \| 3e \| Vlad Van Mechelen \| Belgique \| Development Team dsm-firmenich PostNL \| + 10 s \| \| 4e \| Huub Artz \| Pays-Bas \| Wanty-Re Uz-Technord \| + 10 s \| \| 5e \| Lewis Bower \| Nouvelle-Zélande \| Équipe continentale Groupama-FDJ \| + 10 s \| \| 6e \| Tim Torn Teutenberg \| Allemagne \| Lidl-Trek Future Racing \| + 10 s \| \| 7e \| Emiel Verstrynge \| Belgique \| Alpecin-Deceuninck Development Team \| + 10 s \| \| 8e \| Dillon Corkery \| Irlande \| Saint Michel-Mavic-Auber 93 \| + 10 s \| \| 9e \| Florian Dauphin \| France \| Arkéa-B&B Hôtels Continentale \| + 10 s \| \| 10e \| Simon Vaníček \| Slovaquie \| Pierre Baguette Cycling \| + 10 s \| |                     |                  |                                       |                 |
| |                     |                  |                                       |                 |
| Source : ProCyclingStats |                     |                  |                                       |                 |
| Classement de l'étape |                     |                  |                                       |                 |
| Coureur | Coureur             | Pays             | Équipe                                | Temps           |
| 1er | Alexis Guérin       | France           | Philippe Wagner-Bazin                 | 4 h 39 min 39 s |
| 2e | Tibor Del Grosso    | Pays-Bas         | Alpecin-Deceuninck Development Team   | + 10 s          |
| 3e | Vlad Van Mechelen   | Belgique         | Development Team dsm-firmenich PostNL | + 10 s          |
| 4e | Huub Artz           | Pays-Bas         | Wanty-Re Uz-Technord                  | + 10 s          |
| 5e | Lewis Bower         | Nouvelle-Zélande | Équipe continentale Groupama-FDJ      | + 10 s          |
| 6e | Tim Torn Teutenberg | Allemagne        | Lidl-Trek Future Racing               | + 10 s          |
| 7e | Emiel Verstrynge    | Belgique         | Alpecin-Deceuninck Development Team   | + 10 s          |
| 8e | Dillon Corkery      | Irlande          | Saint Michel-Mavic-Auber 93           | + 10 s          |
| 9e | Florian Dauphin     | France           | Arkéa-B&B Hôtels Continentale         | + 10 s          |
| 10e | Simon Vaníček       | Slovaquie        | Pierre Baguette Cycling               | + 10 s          |

| \| Classement général \| Classement général \| Classement général \| Classement général \| Classement général \| \| Coureur \| Coureur \| Pays \| Équipe \| Temps \| \| ------------------ \| --------------------- \| ------------------ \| -------------------------------------- \| ------------------ \| \| 1er \| Alexis Guérin \| France \| Philippe Wagner-Bazin \| 7 h 56 min 01 s \| \| 2e \| Tim Torn Teutenberg \| Allemagne \| Lidl-Trek Future Racing \| + 7 s \| \| 3e \| Liam Van Bylen \| Belgique \| Lotto Dstny Development Team \| + 14 s \| \| 4e \| Tibor Del Grosso \| Pays-Bas \| Alpecin-Deceuninck Development Team \| + 14 s \| \| 5e \| Vlad Van Mechelen \| Belgique \| Development Team dsm-firmenich PostNL \| + 16 s \| \| 6e \| Martin Solhaug Hansen \| Norvège \| Uno-X Mobility Development \| + 16 s \| \| 7e \| Florian Dauphin \| France \| Arkéa-B&B Hôtels Continentale \| + 18 s \| \| 8e \| Jesse Kramer \| Pays-Bas \| Team Visma \\| Lease a Bike Development \| + 18 s \| \| 9e \| Andrey Remkhe \| Kazakhstan \| Astana Qazaqstan Development Team \| + 18 s \| \| 10e \| Jocelyn Baguelin \| France \| Morbihan Adris Gwendal Oliveux \| + 19 s \| |                       |            |                                        |                 |
| |                       |            |                                        |                 |
| Source : ProCyclingStats |                       |            |                                        |                 |
| Classement général |                       |            |                                        |                 |
| Coureur | Coureur               | Pays       | Équipe                                 | Temps           |
| 1er | Alexis Guérin         | France     | Philippe Wagner-Bazin                  | 7 h 56 min 01 s |
| 2e | Tim Torn Teutenberg   | Allemagne  | Lidl-Trek Future Racing                | + 7 s           |
| 3e | Liam Van Bylen        | Belgique   | Lotto Dstny Development Team           | + 14 s          |
| 4e | Tibor Del Grosso      | Pays-Bas   | Alpecin-Deceuninck Development Team    | + 14 s          |
| 5e | Vlad Van Mechelen     | Belgique   | Development Team dsm-firmenich PostNL  | + 16 s          |
| 6e | Martin Solhaug Hansen | Norvège    | Uno-X Mobility Development             | + 16 s          |
| 7e | Florian Dauphin       | France     | Arkéa-B&B Hôtels Continentale          | + 18 s          |
| 8e | Jesse Kramer          | Pays-Bas   | Team Visma \| Lease a Bike Development | + 18 s          |
| 9e | Andrey Remkhe         | Kazakhstan | Astana Qazaqstan Development Team      | + 18 s          |
| 10e | Jocelyn Baguelin      | France     | Morbihan Adris Gwendal Oliveux         | + 19 s          |

### 3eétape
| Napoléonville - Guérande | étape de plaine | (180,8 km) |

| \| Classement de l'étape \| Classement de l'étape \| Classement de l'étape \| Classement de l'étape \| Classement de l'étape \| \| Coureur \| Coureur \| Pays \| Équipe \| Temps \| \| --------------------- \| --------------------- \| --------------------- \| -------------------------------------- \| --------------------- \| \| 1er \| Jakob Söderqvist \| Suède \| Lidl-Trek Future Racing \| 3 h 49 min 07 s \| \| 2e \| Théo Laurans \| France \| Morbihan Adris Gwendal Oliveux \| + 29 s \| \| 3e \| Morne van Niekerk \| Afrique du Sud \| Saint Michel-Mavic-Auber 93 \| + 29 s \| \| 4e \| Alan Boileau \| France \| Philippe Wagner-Bazin \| + 49 s \| \| 5e \| Joshua Giddings \| Royaume-Uni \| Lotto Dstny Development Team \| + 49 s \| \| 6e \| Jesse Kramer \| Pays-Bas \| Team Visma \\| Lease a Bike Development \| + 49 s \| \| 7e \| Daniel Turek \| Tchéquie \| ATT Investments \| + 49 s \| \| 8e \| Declan Trezise \| Australie \| ARA-Skip Capital \| + 49 s \| \| 9e \| Martin Solhaug Hansen \| Norvège \| Uno-X Mobility Development \| + 49 s \| \| 10e \| Viktor Soenens \| Belgique \| Soudal Quick-Step Devo Team \| + 49 s \| |                       |                |                                        |                 |
| |                       |                |                                        |                 |
| Source : ProCyclingStats |                       |                |                                        |                 |
| Classement de l'étape |                       |                |                                        |                 |
| Coureur | Coureur               | Pays           | Équipe                                 | Temps           |
| 1er | Jakob Söderqvist      | Suède          | Lidl-Trek Future Racing                | 3 h 49 min 07 s |
| 2e | Théo Laurans          | France         | Morbihan Adris Gwendal Oliveux         | + 29 s          |
| 3e | Morne van Niekerk     | Afrique du Sud | Saint Michel-Mavic-Auber 93            | + 29 s          |
| 4e | Alan Boileau          | France         | Philippe Wagner-Bazin                  | + 49 s          |
| 5e | Joshua Giddings       | Royaume-Uni    | Lotto Dstny Development Team           | + 49 s          |
| 6e | Jesse Kramer          | Pays-Bas       | Team Visma \| Lease a Bike Development | + 49 s          |
| 7e | Daniel Turek          | Tchéquie       | ATT Investments                        | + 49 s          |
| 8e | Declan Trezise        | Australie      | ARA-Skip Capital                       | + 49 s          |
| 9e | Martin Solhaug Hansen | Norvège        | Uno-X Mobility Development             | + 49 s          |
| 10e | Viktor Soenens        | Belgique       | Soudal Quick-Step Devo Team            | + 49 s          |

| \| Classement général \| Classement général \| Classement général \| Classement général \| Classement général \| \| Coureur \| Coureur \| Pays \| Équipe \| Temps \| \| ------------------ \| --------------------- \| ------------------ \| -------------------------------------- \| ------------------ \| \| 1er \| Jakob Söderqvist \| Suède \| Lidl-Trek Future Racing \| 11 h 45 min 18 s \| \| 2e \| Morne van Niekerk \| Afrique du Sud \| Saint Michel-Mavic-Auber 93 \| + 35 s \| \| 3e \| Jesse Kramer \| Pays-Bas \| Team Visma \\| Lease a Bike Development \| + 54 s \| \| 4e \| Martin Solhaug Hansen \| Norvège \| Uno-X Mobility Development \| + 55 s \| \| 5e \| Viktor Soenens \| Belgique \| Soudal Quick-Step Devo Team \| + 56 s \| \| 6e \| Pierre-Henry Basset \| France \| CIC U Nantes Atlantique \| + 57 s \| \| 7e \| Daniel Turek \| Tchéquie \| ATT Investments \| + 59 s \| \| 8e \| Gauthier Servranckx \| Belgique \| Soudal Quick-Step Devo Team \| + 1 min 09 s \| \| 9e \| Matisse Julien \| Canada \| CIC U Nantes Atlantique \| + 1 min 28 s \| \| 10e \| Huub Artz \| Pays-Bas \| Wanty-Re Uz-Technord \| + 1 min 43 s \| |                       |                |                                        |                  |
| |                       |                |                                        |                  |
| Source : ProCyclingStats |                       |                |                                        |                  |
| Classement général |                       |                |                                        |                  |
| Coureur | Coureur               | Pays           | Équipe                                 | Temps            |
| 1er | Jakob Söderqvist      | Suède          | Lidl-Trek Future Racing                | 11 h 45 min 18 s |
| 2e | Morne van Niekerk     | Afrique du Sud | Saint Michel-Mavic-Auber 93            | + 35 s           |
| 3e | Jesse Kramer          | Pays-Bas       | Team Visma \| Lease a Bike Development | + 54 s           |
| 4e | Martin Solhaug Hansen | Norvège        | Uno-X Mobility Development             | + 55 s           |
| 5e | Viktor Soenens        | Belgique       | Soudal Quick-Step Devo Team            | + 56 s           |
| 6e | Pierre-Henry Basset   | France         | CIC U Nantes Atlantique                | + 57 s           |
| 7e | Daniel Turek          | Tchéquie       | ATT Investments                        | + 59 s           |
| 8e | Gauthier Servranckx   | Belgique       | Soudal Quick-Step Devo Team            | + 1 min 09 s     |
| 9e | Matisse Julien        | Canada         | CIC U Nantes Atlantique                | + 1 min 28 s     |
| 10e | Huub Artz             | Pays-Bas       | Wanty-Re Uz-Technord                   | + 1 min 43 s     |

### 4eétape
| Le Croisic - La Gacilly | étape vallonnée | (171,5 km) |

Après avoir fait partie de l'échappée matinale, puis parcouru les 27 derniers kilomètres du circuit final en solitaire, l'ancien triathlète breton Baptiste Veistroffer (Decathlon AG2R La Mondiale Development Team) remporte l'étape à La Gacilly, quelques secondes devant le peloton. Le maillot vert reste sur les épaules de Jakob Söderqvist.

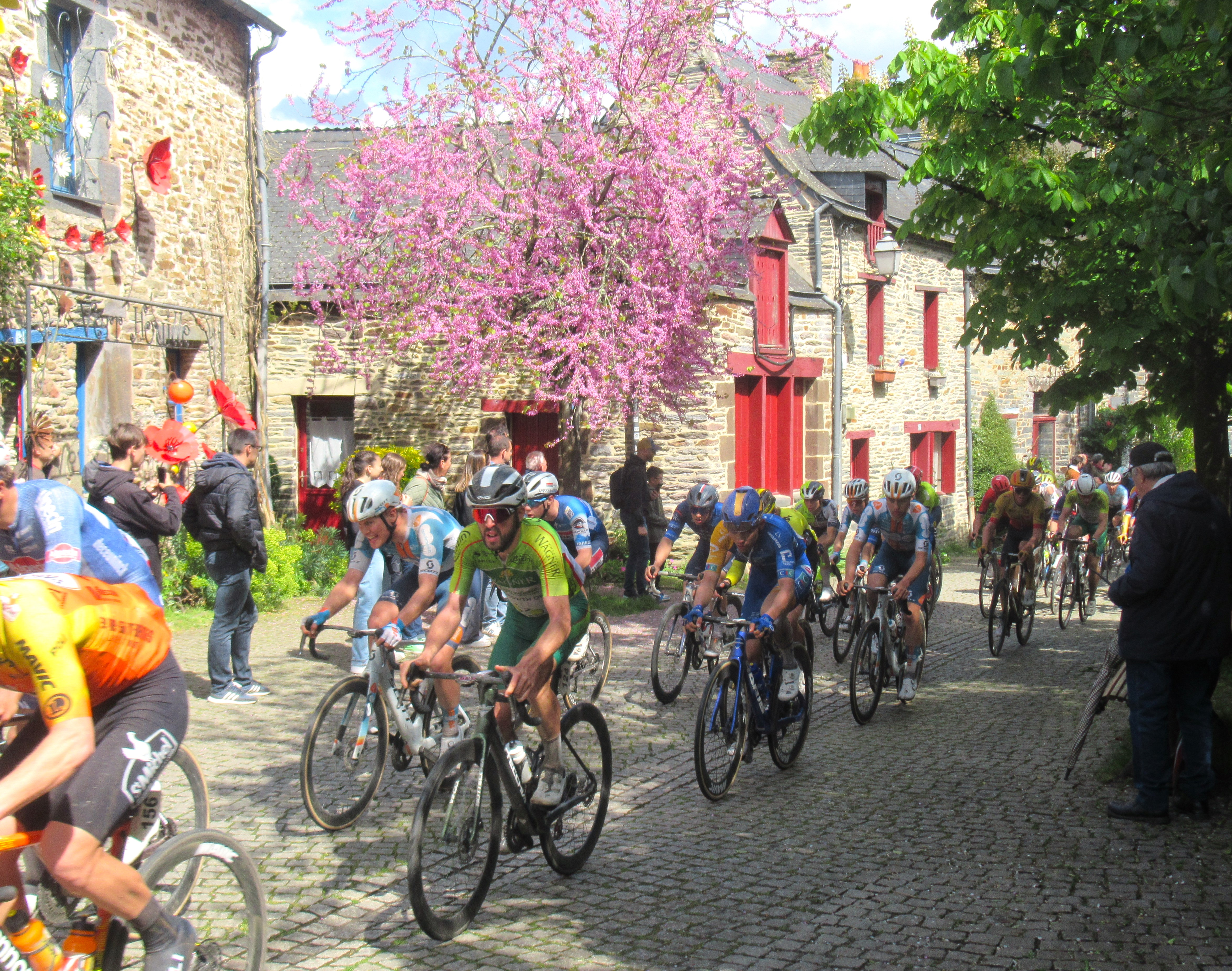
Le peloton dans les rues pavées de La Gacilly.
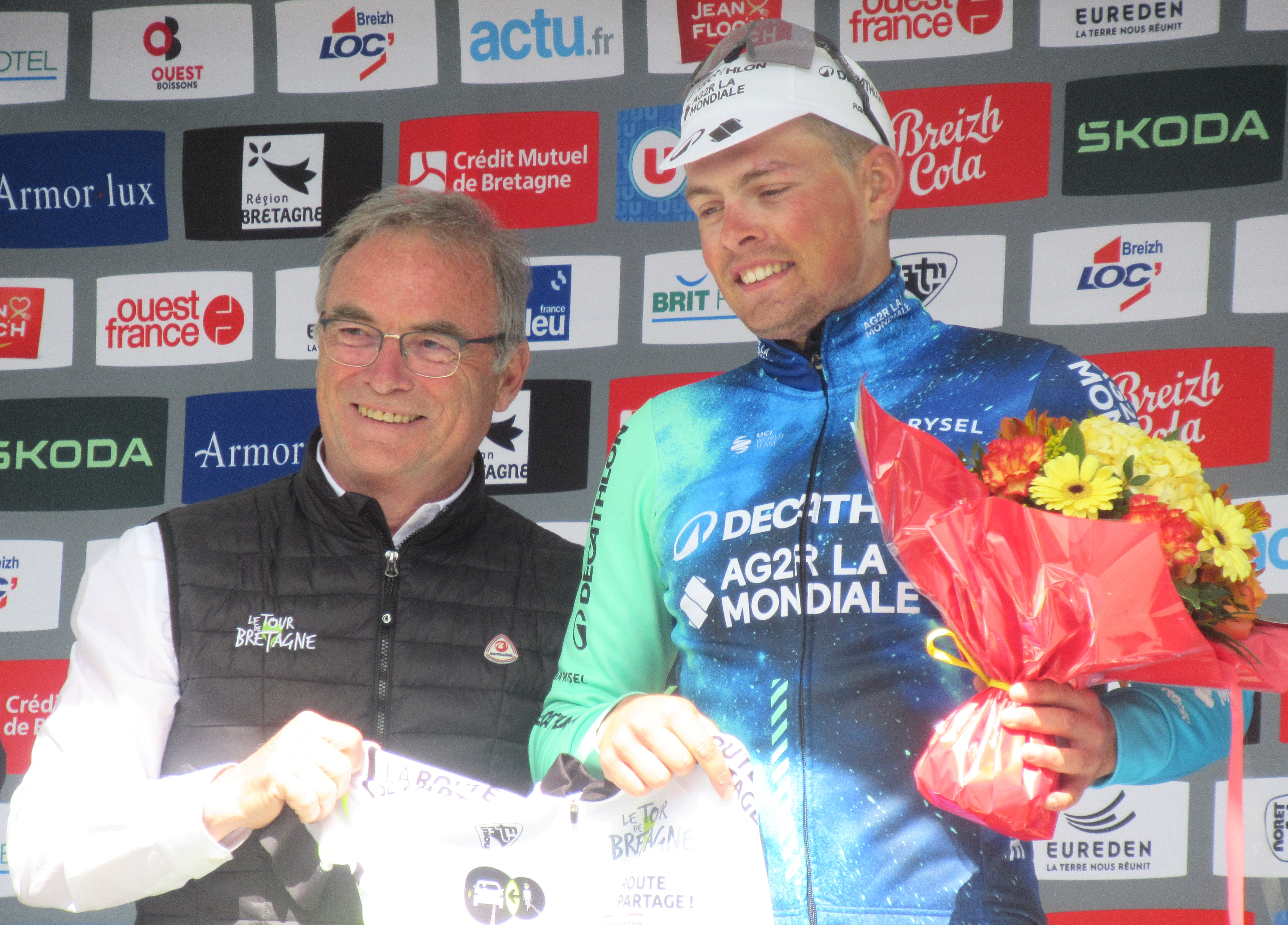
Bernard Hinault aux côtés de Baptiste Veistroffer, vainqueur de l'étape du jour.
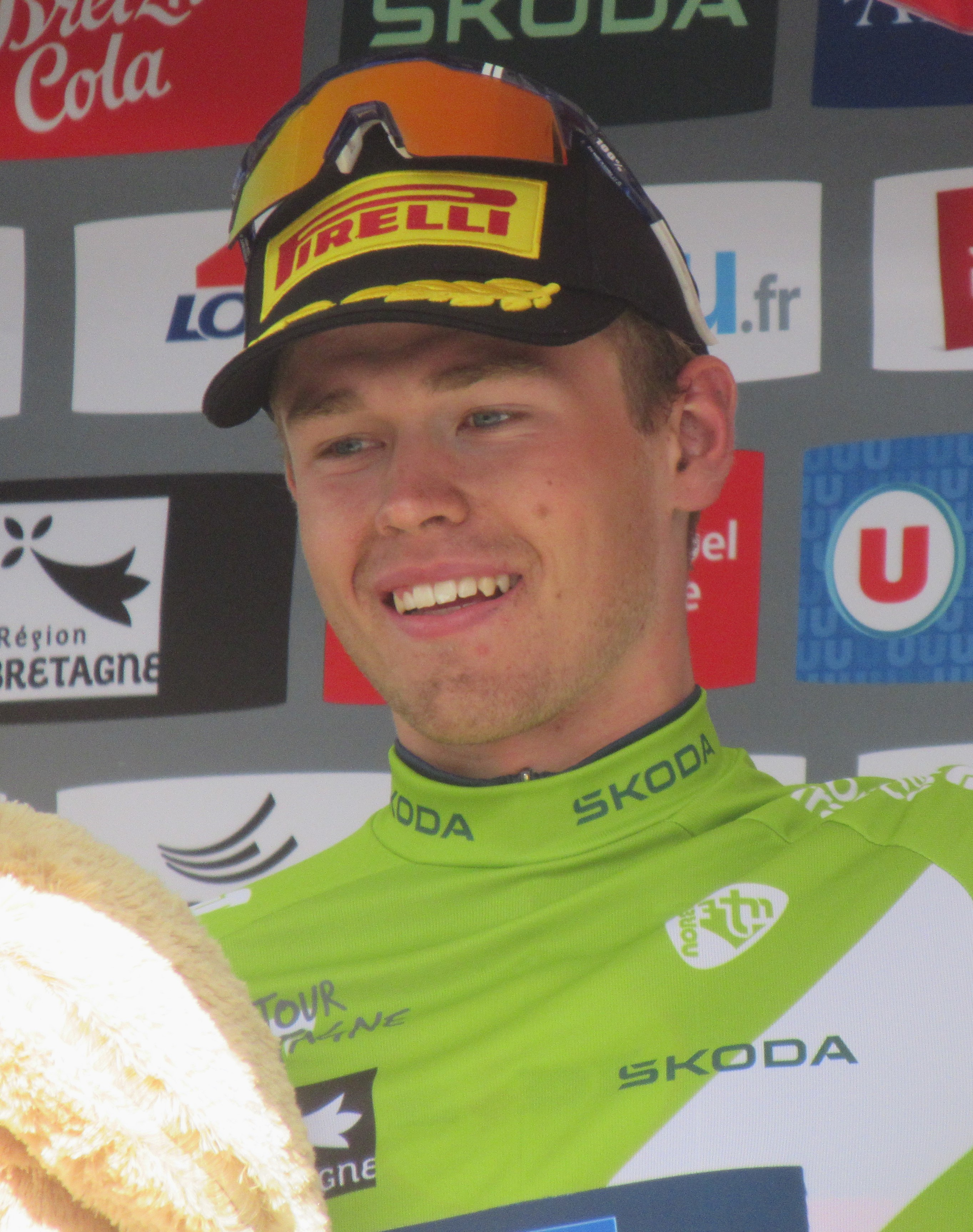
Jakob Söderqvist, leader du classement général

| \| Classement de l'étape \| Classement de l'étape \| Classement de l'étape \| Classement de l'étape \| Classement de l'étape \| \| Coureur \| Coureur \| Pays \| Équipe \| Temps \| \| --------------------- \| --------------------- \| --------------------- \| -------------------------------------- \| --------------------- \| \| 1er \| Baptiste Veistroffer \| France \| Decathlon AG2R La Mondiale Development \| 3 h 50 min 43 s \| \| 2e \| Liam Van Bylen \| Belgique \| Lotto Dstny Development Team \| + 15 s \| \| 3e \| Lewis Bower \| Nouvelle-Zélande \| Équipe continentale Groupama-FDJ \| + 15 s \| \| 4e \| Tim Torn Teutenberg \| Allemagne \| Lidl-Trek Future Racing \| + 15 s \| \| 5e \| Emiel Verstrynge \| Belgique \| Alpecin-Deceuninck Development Team \| + 15 s \| \| 6e \| Florian Dauphin \| France \| Arkéa-B&B Hôtels Continentale \| + 15 s \| \| 7e \| Daniel Weis \| Danemark \| Decathlon AG2R La Mondiale Development \| + 15 s \| \| 8e \| Dominik Neuman \| Tchéquie \| ATT Investments \| + 15 s \| \| 9e \| Jocelyn Baguelin \| France \| Morbihan Adris Gwendal Oliveux \| + 15 s \| \| 10e \| Vlad Van Mechelen \| Belgique \| Development Team dsm-firmenich PostNL \| + 15 s \| |                      |                  |                                        |                 |
| |                      |                  |                                        |                 |
| Source : ProCyclingStats |                      |                  |                                        |                 |
| Classement de l'étape |                      |                  |                                        |                 |
| Coureur | Coureur              | Pays             | Équipe                                 | Temps           |
| 1er | Baptiste Veistroffer | France           | Decathlon AG2R La Mondiale Development | 3 h 50 min 43 s |
| 2e | Liam Van Bylen       | Belgique         | Lotto Dstny Development Team           | + 15 s          |
| 3e | Lewis Bower          | Nouvelle-Zélande | Équipe continentale Groupama-FDJ       | + 15 s          |
| 4e | Tim Torn Teutenberg  | Allemagne        | Lidl-Trek Future Racing                | + 15 s          |
| 5e | Emiel Verstrynge     | Belgique         | Alpecin-Deceuninck Development Team    | + 15 s          |
| 6e | Florian Dauphin      | France           | Arkéa-B&B Hôtels Continentale          | + 15 s          |
| 7e | Daniel Weis          | Danemark         | Decathlon AG2R La Mondiale Development | + 15 s          |
| 8e | Dominik Neuman       | Tchéquie         | ATT Investments                        | + 15 s          |
| 9e | Jocelyn Baguelin     | France           | Morbihan Adris Gwendal Oliveux         | + 15 s          |
| 10e | Vlad Van Mechelen    | Belgique         | Development Team dsm-firmenich PostNL  | + 15 s          |

| \| Classement général \| Classement général \| Classement général \| Classement général \| Classement général \| \| Coureur \| Coureur \| Pays \| Équipe \| Temps \| \| ------------------ \| --------------------- \| ------------------ \| -------------------------------------- \| ------------------ \| \| 1er \| Jakob Söderqvist \| Suède \| Lidl-Trek Future Racing \| 15 h 36 min 16 s \| \| 2e \| Morne van Niekerk \| Afrique du Sud \| Saint Michel-Mavic-Auber 93 \| + 35 s \| \| 3e \| Jesse Kramer \| Pays-Bas \| Team Visma \\| Lease a Bike Development \| + 54 s \| \| 4e \| Martin Solhaug Hansen \| Norvège \| Uno-X Mobility Development \| + 55 s \| \| 5e \| Viktor Soenens \| Belgique \| Soudal Quick-Step Devo Team \| + 56 s \| \| 6e \| Daniel Turek \| Tchéquie \| ATT Investments \| + 57 s \| \| 7e \| Pierre-Henry Basset \| France \| CIC U Nantes Atlantique \| + 57 s \| \| 8e \| Gauthier Servranckx \| Belgique \| Soudal Quick-Step Devo Team \| + 1 min 09 s \| \| 9e \| Huub Artz \| Pays-Bas \| Wanty-Re Uz-Technord \| + 1 min 43 s \| \| 10e \| Dillon Corkery \| Irlande \| Saint Michel-Mavic-Auber 93 \| + 1 min 43 s \| |                       |                |                                        |                  |
| |                       |                |                                        |                  |
| Source : ProCyclingStats |                       |                |                                        |                  |
| Classement général |                       |                |                                        |                  |
| Coureur | Coureur               | Pays           | Équipe                                 | Temps            |
| 1er | Jakob Söderqvist      | Suède          | Lidl-Trek Future Racing                | 15 h 36 min 16 s |
| 2e | Morne van Niekerk     | Afrique du Sud | Saint Michel-Mavic-Auber 93            | + 35 s           |
| 3e | Jesse Kramer          | Pays-Bas       | Team Visma \| Lease a Bike Development | + 54 s           |
| 4e | Martin Solhaug Hansen | Norvège        | Uno-X Mobility Development             | + 55 s           |
| 5e | Viktor Soenens        | Belgique       | Soudal Quick-Step Devo Team            | + 56 s           |
| 6e | Daniel Turek          | Tchéquie       | ATT Investments                        | + 57 s           |
| 7e | Pierre-Henry Basset   | France         | CIC U Nantes Atlantique                | + 57 s           |
| 8e | Gauthier Servranckx   | Belgique       | Soudal Quick-Step Devo Team            | + 1 min 09 s     |
| 9e | Huub Artz             | Pays-Bas       | Wanty-Re Uz-Technord                   | + 1 min 43 s     |
| 10e | Dillon Corkery        | Irlande        | Saint Michel-Mavic-Auber 93            | + 1 min 43 s     |

### 5eétape
| La Gacilly - Saint-Méen | étape de plaine | (203,4 km) |

Après plus de 185 km de course, et alors qu'il ne reste que 2 tours à parcourir dans le circuit final à Saint-Méen-le-Grand, un groupe de cinq coureurs se détache du peloton pour revenir sur une échappée de trois membres partis un peu plus tôt. Parmi ces huit hommes de tête, Matys Grisel (Lotto Dstny Development) profite du dernier virage pour s'adjuger le sprint final et remporter cette étape devant Antoine Hue (CIC U Nantes Atlantique) et Manuel Oioli (Q36.5 Continental Cycling Team). Le peloton arrive une poignée de secondes plus tard et les classements pour les maillots distinctifs restent inchangés.
| \| Classement de l'étape \| Classement de l'étape \| Classement de l'étape \| Classement de l'étape \| Classement de l'étape \| \| Coureur \| Coureur \| Pays \| Équipe \| Temps \| \| --------------------- \| --------------------- \| --------------------- \| -------------------------------------- \| --------------------- \| \| 1er \| Matys Grisel \| France \| Lotto Dstny Development Team \| 4 h 34 min 57 s \| \| 2e \| Antoine Hue \| France \| CIC U Nantes Atlantique \| + 0 s \| \| 3e \| Manuel Oioli \| Italie \| Q36.5 Continental \| + 0 s \| \| 4e \| Alan Boileau \| France \| Philippe Wagner-Bazin \| + 0 s \| \| 5e \| Daniel Årnes \| Norvège \| Uno-X Mobility Development \| + 0 s \| \| 6e \| Daniel Turek \| Tchéquie \| ATT Investments \| + 0 s \| \| 7e \| Cameron Rogers \| Australie \| Lidl-Trek Future Racing \| + 0 s \| \| 8e \| Léo Bisiaux \| France \| Decathlon AG2R La Mondiale Development \| + 2 s \| \| 9e \| Marceli Bogusławski \| Pologne \| Alpecin-Deceuninck Development Team \| + 4 s \| \| 10e \| Tim Torn Teutenberg \| Allemagne \| Lidl-Trek Future Racing \| + 4 s \| |                     |           |                                        |                 |
| |                     |           |                                        |                 |
| Source : ProCyclingStats |                     |           |                                        |                 |
| Classement de l'étape |                     |           |                                        |                 |
| Coureur | Coureur             | Pays      | Équipe                                 | Temps           |
| 1er | Matys Grisel        | France    | Lotto Dstny Development Team           | 4 h 34 min 57 s |
| 2e | Antoine Hue         | France    | CIC U Nantes Atlantique                | + 0 s           |
| 3e | Manuel Oioli        | Italie    | Q36.5 Continental                      | + 0 s           |
| 4e | Alan Boileau        | France    | Philippe Wagner-Bazin                  | + 0 s           |
| 5e | Daniel Årnes        | Norvège   | Uno-X Mobility Development             | + 0 s           |
| 6e | Daniel Turek        | Tchéquie  | ATT Investments                        | + 0 s           |
| 7e | Cameron Rogers      | Australie | Lidl-Trek Future Racing                | + 0 s           |
| 8e | Léo Bisiaux         | France    | Decathlon AG2R La Mondiale Development | + 2 s           |
| 9e | Marceli Bogusławski | Pologne   | Alpecin-Deceuninck Development Team    | + 4 s           |
| 10e | Tim Torn Teutenberg | Allemagne | Lidl-Trek Future Racing                | + 4 s           |

| \| Classement général \| Classement général \| Classement général \| Classement général \| Classement général \| \| Coureur \| Coureur \| Pays \| Équipe \| Temps \| \| ------------------ \| --------------------- \| ------------------ \| -------------------------------------- \| ------------------ \| \| 1er \| Jakob Söderqvist \| Suède \| Lidl-Trek Future Racing \| 20 h 11 min 17 s \| \| 2e \| Morne van Niekerk \| Afrique du Sud \| Saint Michel-Mavic-Auber 93 \| + 34 s \| \| 3e \| Jesse Kramer \| Pays-Bas \| Team Visma \\| Lease a Bike Development \| + 52 s \| \| 4e \| Daniel Turek \| Tchéquie \| ATT Investments \| + 53 s \| \| 5e \| Martin Solhaug Hansen \| Norvège \| Uno-X Mobility Development \| + 55 s \| \| 6e \| Viktor Soenens \| Belgique \| Soudal Quick-Step Devo Team \| + 56 s \| \| 7e \| Pierre-Henry Basset \| France \| CIC U Nantes Atlantique \| + 57 s \| \| 8e \| Gauthier Servranckx \| Belgique \| Soudal Quick-Step Devo Team \| + 1 min 09 s \| \| 9e \| Daniel Årnes \| Norvège \| Uno-X Mobility Development \| + 1 min 41 s \| \| 10e \| Dillon Corkery \| Irlande \| Saint Michel-Mavic-Auber 93 \| + 1 min 43 s \| |                       |                |                                        |                  |
| |                       |                |                                        |                  |
| Source : ProCyclingStats |                       |                |                                        |                  |
| Classement général |                       |                |                                        |                  |
| Coureur | Coureur               | Pays           | Équipe                                 | Temps            |
| 1er | Jakob Söderqvist      | Suède          | Lidl-Trek Future Racing                | 20 h 11 min 17 s |
| 2e | Morne van Niekerk     | Afrique du Sud | Saint Michel-Mavic-Auber 93            | + 34 s           |
| 3e | Jesse Kramer          | Pays-Bas       | Team Visma \| Lease a Bike Development | + 52 s           |
| 4e | Daniel Turek          | Tchéquie       | ATT Investments                        | + 53 s           |
| 5e | Martin Solhaug Hansen | Norvège        | Uno-X Mobility Development             | + 55 s           |
| 6e | Viktor Soenens        | Belgique       | Soudal Quick-Step Devo Team            | + 56 s           |
| 7e | Pierre-Henry Basset   | France         | CIC U Nantes Atlantique                | + 57 s           |
| 8e | Gauthier Servranckx   | Belgique       | Soudal Quick-Step Devo Team            | + 1 min 09 s     |
| 9e | Daniel Årnes          | Norvège        | Uno-X Mobility Development             | + 1 min 41 s     |
| 10e | Dillon Corkery        | Irlande        | Saint Michel-Mavic-Auber 93            | + 1 min 43 s     |

### 6eétape
| Saint-Onen - Louvigné-du-Désert | étape de plaine | (192,5 km) |

Cette avant-dernière étape, considérée comme l'étape reine de ce Tour de Bretagne, avec six côtes répertoriées pour le classement du meilleur grimpeur (dont quatre en moins de 25 km) et un circuit final usant d'une soixantaine de kilomètres dans les rues de Louvigné-du-Désert, est remportée lors d'un sprint massif par le Français Antonin Souchon (VCP Loudéac) devant Matys Grisel (Lotto Dstny Development Team) et Zeno Moonen (Wanty-Re Uz-Technord). Il s'agit de la première victoire de Souchon parmi les élites.
| \| Classement de l'étape \| Classement de l'étape \| Classement de l'étape \| Classement de l'étape \| Classement de l'étape \| \| Coureur \| Coureur \| Pays \| Équipe \| Temps \| \| --------------------- \| --------------------- \| --------------------- \| ------------------------------------- \| --------------------- \| \| 1er \| Antonin Souchon \| France \| VC Pays de Loudéac \| 4 h 14 min 41 s \| \| 2e \| Matys Grisel \| France \| Lotto Dstny Development Team \| + 0 s \| \| 3e \| Zeno Moonen \| Belgique \| Wanty-Re Uz-Technord \| + 0 s \| \| 4e \| Léandre Lozouet \| France \| Arkéa-B&B Hôtels Continentale \| + 0 s \| \| 5e \| Dillon Corkery \| Irlande \| Saint Michel-Mavic-Auber 93 \| + 0 s \| \| 6e \| Marceli Bogusławski \| Pologne \| Alpecin-Deceuninck Development Team \| + 0 s \| \| 7e \| Florian Dauphin \| France \| Arkéa-B&B Hôtels Continentale \| + 0 s \| \| 8e \| Thom van der Werff \| Pays-Bas \| Development Team dsm-firmenich PostNL \| + 0 s \| \| 9e \| Ronan Augé \| France \| Équipe continentale Groupama-FDJ \| + 0 s \| \| 10e \| Antoine Hue \| France \| CIC U Nantes Atlantique \| + 0 s \| |                     |          |                                       |                 |
| |                     |          |                                       |                 |
| Source : ProCyclingStats |                     |          |                                       |                 |
| Classement de l'étape |                     |          |                                       |                 |
| Coureur | Coureur             | Pays     | Équipe                                | Temps           |
| 1er | Antonin Souchon     | France   | VC Pays de Loudéac                    | 4 h 14 min 41 s |
| 2e | Matys Grisel        | France   | Lotto Dstny Development Team          | + 0 s           |
| 3e | Zeno Moonen         | Belgique | Wanty-Re Uz-Technord                  | + 0 s           |
| 4e | Léandre Lozouet     | France   | Arkéa-B&B Hôtels Continentale         | + 0 s           |
| 5e | Dillon Corkery      | Irlande  | Saint Michel-Mavic-Auber 93           | + 0 s           |
| 6e | Marceli Bogusławski | Pologne  | Alpecin-Deceuninck Development Team   | + 0 s           |
| 7e | Florian Dauphin     | France   | Arkéa-B&B Hôtels Continentale         | + 0 s           |
| 8e | Thom van der Werff  | Pays-Bas | Development Team dsm-firmenich PostNL | + 0 s           |
| 9e | Ronan Augé          | France   | Équipe continentale Groupama-FDJ      | + 0 s           |
| 10e | Antoine Hue         | France   | CIC U Nantes Atlantique               | + 0 s           |

| \| Classement général \| Classement général \| Classement général \| Classement général \| Classement général \| \| Coureur \| Coureur \| Pays \| Équipe \| Temps \| \| ------------------ \| --------------------- \| ------------------ \| -------------------------------------- \| ------------------ \| \| 1er \| Jakob Söderqvist \| Suède \| Lidl-Trek Future Racing \| 24 h 25 min 58 s \| \| 2e \| Morne van Niekerk \| Afrique du Sud \| Saint Michel-Mavic-Auber 93 \| + 34 s \| \| 3e \| Jesse Kramer \| Pays-Bas \| Team Visma \\| Lease a Bike Development \| + 52 s \| \| 4e \| Daniel Turek \| Tchéquie \| ATT Investments \| + 53 s \| \| 5e \| Martin Solhaug Hansen \| Norvège \| Uno-X Mobility Development \| + 55 s \| \| 6e \| Viktor Soenens \| Belgique \| Soudal Quick-Step Devo Team \| + 56 s \| \| 7e \| Pierre-Henry Basset \| France \| CIC U Nantes Atlantique \| + 57 s \| \| 8e \| Gauthier Servranckx \| Belgique \| Soudal Quick-Step Devo Team \| + 1 min 09 s \| \| 9e \| Daniel Årnes \| Norvège \| Uno-X Mobility Development \| + 1 min 41 s \| \| 10e \| Dillon Corkery \| Irlande \| Saint Michel-Mavic-Auber 93 \| + 1 min 43 s \| |                       |                |                                        |                  |
| |                       |                |                                        |                  |
| Source : ProCyclingStats |                       |                |                                        |                  |
| Classement général |                       |                |                                        |                  |
| Coureur | Coureur               | Pays           | Équipe                                 | Temps            |
| 1er | Jakob Söderqvist      | Suède          | Lidl-Trek Future Racing                | 24 h 25 min 58 s |
| 2e | Morne van Niekerk     | Afrique du Sud | Saint Michel-Mavic-Auber 93            | + 34 s           |
| 3e | Jesse Kramer          | Pays-Bas       | Team Visma \| Lease a Bike Development | + 52 s           |
| 4e | Daniel Turek          | Tchéquie       | ATT Investments                        | + 53 s           |
| 5e | Martin Solhaug Hansen | Norvège        | Uno-X Mobility Development             | + 55 s           |
| 6e | Viktor Soenens        | Belgique       | Soudal Quick-Step Devo Team            | + 56 s           |
| 7e | Pierre-Henry Basset   | France         | CIC U Nantes Atlantique                | + 57 s           |
| 8e | Gauthier Servranckx   | Belgique       | Soudal Quick-Step Devo Team            | + 1 min 09 s     |
| 9e | Daniel Årnes          | Norvège        | Uno-X Mobility Development             | + 1 min 41 s     |
| 10e | Dillon Corkery        | Irlande        | Saint Michel-Mavic-Auber 93            | + 1 min 43 s     |

### 7eétape
| Le Hinglé - Dinan | étape vallonnée | (159,3 km) |

| \| Classement de l'étape \| Classement de l'étape \| Classement de l'étape \| Classement de l'étape \| Classement de l'étape \| \| Coureur \| Coureur \| Pays \| Équipe \| Temps \| \| --------------------- \| --------------------- \| --------------------- \| -------------------------------------- \| --------------------- \| \| 1er \| Jesse Kramer \| Pays-Bas \| Team Visma \\| Lease a Bike Development \| 3 h 35 min 22 s \| \| 2e \| Viktor Soenens \| Belgique \| Soudal Quick-Step Devo Team \| + 0 s \| \| 3e \| Lewis Bower \| Nouvelle-Zélande \| Équipe continentale Groupama-FDJ \| + 0 s \| \| 4e \| Killian Verschuren \| France \| Decathlon AG2R La Mondiale Development \| + 0 s \| \| 5e \| Alexis Guérin \| France \| Philippe Wagner-Bazin \| + 0 s \| \| 6e \| Loe van Belle \| Pays-Bas \| Team Visma \\| Lease a Bike \| + 0 s \| \| 7e \| Martin Solhaug Hansen \| Norvège \| Uno-X Mobility Development \| + 0 s \| \| 8e \| Léandre Lozouet \| France \| Arkéa-B&B Hôtels Continentale \| + 5 s \| \| 9e \| Vlad Van Mechelen \| Belgique \| Development Team dsm-firmenich PostNL \| + 5 s \| \| 10e \| Emiel Verstrynge \| Belgique \| Alpecin-Deceuninck Development Team \| + 5 s \| |                       |                  |                                        |                 |
| |                       |                  |                                        |                 |
| Source : ProCyclingStats |                       |                  |                                        |                 |
| Classement de l'étape |                       |                  |                                        |                 |
| Coureur | Coureur               | Pays             | Équipe                                 | Temps           |
| 1er | Jesse Kramer          | Pays-Bas         | Team Visma \| Lease a Bike Development | 3 h 35 min 22 s |
| 2e | Viktor Soenens        | Belgique         | Soudal Quick-Step Devo Team            | + 0 s           |
| 3e | Lewis Bower           | Nouvelle-Zélande | Équipe continentale Groupama-FDJ       | + 0 s           |
| 4e | Killian Verschuren    | France           | Decathlon AG2R La Mondiale Development | + 0 s           |
| 5e | Alexis Guérin         | France           | Philippe Wagner-Bazin                  | + 0 s           |
| 6e | Loe van Belle         | Pays-Bas         | Team Visma \| Lease a Bike             | + 0 s           |
| 7e | Martin Solhaug Hansen | Norvège          | Uno-X Mobility Development             | + 0 s           |
| 8e | Léandre Lozouet       | France           | Arkéa-B&B Hôtels Continentale          | + 5 s           |
| 9e | Vlad Van Mechelen     | Belgique         | Development Team dsm-firmenich PostNL  | + 5 s           |
| 10e | Emiel Verstrynge      | Belgique         | Alpecin-Deceuninck Development Team    | + 5 s           |

## Classements finals

### Classement général
| \| Classement général \| Classement général \| Classement général \| Classement général \| Classement général \| \| Coureur \| Coureur \| Pays \| Équipe \| Temps \| \| ------------------ \| --------------------- \| ------------------ \| -------------------------------------- \| ------------------ \| \| 1er \| Jakob Söderqvist \| Suède \| Lidl-Trek Future Racing \| 28 h 01 min 25 s \| \| 2e \| Morne van Niekerk \| Afrique du Sud \| Saint Michel-Mavic-Auber 93 \| + 34 s \| \| 3e \| Jesse Kramer \| Pays-Bas \| Team Visma \\| Lease a Bike Development \| + 37 s \| \| 4e \| Viktor Soenens \| Belgique \| Soudal Quick-Step Devo Team \| + 45 s \| \| 5e \| Martin Solhaug Hansen \| Norvège \| Uno-X Mobility Development \| + 50 s \| \| 6e \| Daniel Turek \| Tchéquie \| ATT Investments \| + 53 s \| \| 7e \| Pierre-Henry Basset \| France \| CIC U Nantes Atlantique \| + 57 s \| \| 8e \| Gauthier Servranckx \| Belgique \| Soudal Quick-Step Devo Team \| + 1 min 19 s \| \| 9e \| Killian Verschuren \| France \| Decathlon AG2R La Mondiale Development \| + 1 min 38 s \| \| 10e \| Emiel Verstrynge \| Belgique \| Alpecin-Deceuninck Development Team \| + 1 min 44 s \| |                       |                |                                        |                  |
| |                       |                |                                        |                  |
| Source : ProCyclingStats |                       |                |                                        |                  |
| Classement général |                       |                |                                        |                  |
| Coureur | Coureur               | Pays           | Équipe                                 | Temps            |
| 1er | Jakob Söderqvist      | Suède          | Lidl-Trek Future Racing                | 28 h 01 min 25 s |
| 2e | Morne van Niekerk     | Afrique du Sud | Saint Michel-Mavic-Auber 93            | + 34 s           |
| 3e | Jesse Kramer          | Pays-Bas       | Team Visma \| Lease a Bike Development | + 37 s           |
| 4e | Viktor Soenens        | Belgique       | Soudal Quick-Step Devo Team            | + 45 s           |
| 5e | Martin Solhaug Hansen | Norvège        | Uno-X Mobility Development             | + 50 s           |
| 6e | Daniel Turek          | Tchéquie       | ATT Investments                        | + 53 s           |
| 7e | Pierre-Henry Basset   | France         | CIC U Nantes Atlantique                | + 57 s           |
| 8e | Gauthier Servranckx   | Belgique       | Soudal Quick-Step Devo Team            | + 1 min 19 s     |
| 9e | Killian Verschuren    | France         | Decathlon AG2R La Mondiale Development | + 1 min 38 s     |
| 10e | Emiel Verstrynge      | Belgique       | Alpecin-Deceuninck Development Team    | + 1 min 44 s     |

### Classements annexes

#### Classement par points
| Classement par points | Classement par points | Classement par points | Classement par points                  | Classement par points |
| Coureur               | Coureur               | Pays                  | Équipe                                 | Points                |
| --------------------- | --------------------- | --------------------- | -------------------------------------- | --------------------- |
| 1er                   | Tim Torn Teutenberg   | Allemagne             | Lidl-Trek Future Racing                | 156 pts               |
| 2e                    | Matys Grisel          | France                | Lotto Dstny Development Team           | 128 pts               |
| 3e                    | Dillon Corkery        | Irlande               | Saint Michel-Mavic-Auber 93            | 105 pts               |
| 4e                    | Florian Dauphin       | France                | Arkéa-B&B Hôtels Continentale          | 100 pts               |
| 5e                    | Jesse Kramer          | Pays-Bas              | Team Visma \| Lease a Bike Development | 98 pts                |
| 6e                    | Baptiste Veistroffer  | France                | Decathlon AG2R La Mondiale Development | 96 pts                |
| 7e                    | Lewis Bower           | Nouvelle-Zélande      | Équipe continentale Groupama-FDJ       | 96 pts                |
| 8e                    | Jakob Söderqvist      | Suède                 | Lidl-Trek Future Racing                | 84 pts                |
| 9e                    | Alexis Guérin         | France                | Philippe Wagner-Bazin                  | 78 pts                |
| 10e                   | Emiel Verstrynge      | Belgique              | Alpecin-Deceuninck Development Team    | 75 pts                |

#### Classement du meilleur jeune
| Classement du meilleur jeune | Classement du meilleur jeune | Classement du meilleur jeune | Classement du meilleur jeune           | Classement du meilleur jeune |
| Coureur                      | Coureur                      | Pays                         | Équipe                                 | Temps                        |
| ---------------------------- | ---------------------------- | ---------------------------- | -------------------------------------- | ---------------------------- |
| 1er                          | Viktor Soenens               | Belgique                     | Soudal Quick-Step Devo Team            | 28 h 02 min 10 s             |
| 2e                           | Pierre-Henry Basset          | France                       | CIC U Nantes Atlantique                | + 12 s                       |
| 3e                           | Gauthier Servranckx          | Belgique                     | Soudal Quick-Step Devo Team            | + 34 s                       |
| 4e                           | Pietro Mattio                | Italie                       | Team Visma \| Lease a Bike Development | + 1 min 03 s                 |
| 5e                           | Baptiste Gillet              | France                       | Arkéa-B&B Hôtels Continentale          | + 1 min 05 s                 |
| 6e                           | Matys Grisel                 | France                       | Lotto Dstny Development Team           | + 1 min 32 s                 |
| 7e                           | Lewis Bower                  | Nouvelle-Zélande             | Équipe continentale Groupama-FDJ       | + 1 min 39 s                 |
| 8e                           | Vlad Van Mechelen            | Belgique                     | Development Team dsm-firmenich PostNL  | + 1 min 48 s                 |
| 9e                           | Léo Bisiaux                  | France                       | Decathlon AG2R La Mondiale Development | + 1 min 50 s                 |
| 10e                          | Léandre Lozouet              | France                       | Arkéa-B&B Hôtels Continentale          | + 1 min 52 s                 |

#### Classement du meilleur grimpeur
| Classement de la montagne | Classement de la montagne | Classement de la montagne | Classement de la montagne              | Classement de la montagne |
| Coureur                   | Coureur                   | Pays                      | Équipe                                 | Points                    |
| ------------------------- | ------------------------- | ------------------------- | -------------------------------------- | ------------------------- |
| 1er                       | Federico Savino           | Italie                    | Soudal Quick-Step Devo Team            | 68 pts                    |
| 2e                        | Baptiste Veistroffer      | France                    | Decathlon AG2R La Mondiale Development | 43 pts                    |
| 3e                        | Robin Lesné               | France                    | Cré'actuel-Marie Morin-U22             | 34 pts                    |
| 4e                        | Niels Driesen             | Belgique                  | Soudal Quick-Step Devo Team            | 28 pts                    |
| 5e                        | Robert Donaldson          | Royaume-Uni               | Trinity Racing                         | 28 pts                    |
| 6e                        | Matteo Milan              | Italie                    | Lidl-Trek Future Racing                | 20 pts                    |
| 7e                        | Filip Řeha                | Tchéquie                  | ATT Investments                        | 20 pts                    |
| 8e                        | Alexis Guérin             | France                    | Philippe Wagner-Bazin                  | 16 pts                    |
| 9e                        | Max Walker                | Royaume-Uni               | Astana Qazaqstan Development Team      | 16 pts                    |
| 10e                       | Mickaël Guichard          | France                    | Morbihan Adris Gwendal Oliveux         | 15 pts                    |

#### Classement du meilleur sprinteur
| Classement des sprints | Classement des sprints | Classement des sprints | Classement des sprints                 | Classement des sprints |
| Coureur                | Coureur                | Pays                   | Équipe                                 | Points                 |
| ---------------------- | ---------------------- | ---------------------- | -------------------------------------- | ---------------------- |
| 1er                    | Baptiste Veistroffer   | France                 | Decathlon AG2R La Mondiale Development | 56 pts                 |
| 2e                     | Alfred Grenaae         | Danemark               | Uno-X Mobility Development             | 32 pts                 |
| 3e                     | Niels Driesen          | Belgique               | Soudal Quick-Step Devo Team            | 32 pts                 |
| 4e                     | Tim Torn Teutenberg    | Allemagne              | Lidl-Trek Future Racing                | 24 pts                 |
| 5e                     | Jesse Kramer           | Pays-Bas               | Team Visma \| Lease a Bike Development | 22 pts                 |
| 6e                     | Lucas Janssen          | Pays-Bas               | Arkéa-B&B Hôtels Continentale          | 20 pts                 |
| 7e                     | Max Walker             | Royaume-Uni            | Astana Qazaqstan Development Team      | 17 pts                 |
| 8e                     | Robin Lesné            | France                 | Cré'actuel-Marie Morin-U22             | 17 pts                 |
| 10e                    | Martin Solhaug Hansen  | Norvège                | Uno-X Mobility Development             | 15 pts                 |

#### Classement par équipes
| Classement par équipes | Classement par équipes                      | Classement par équipes | Classement par équipes |
| Équipe                 | Équipe                                      | Pays                   | Temps                  |
| ---------------------- | ------------------------------------------- | ---------------------- | ---------------------- |
| 1re                    | Soudal Quick-Step Devo Team                 | Belgique               | 84 h 08 min 43 s       |
| 2e                     | Team Visma \| Lease a Bike Development      | Pays-Bas               | + 28 s                 |
| 3e                     | Uno-X Mobility Development Team             | Norvège                | + 1 min 23 s           |
| 4e                     | Morbihan Adris Gwendal Oliveux              | France                 | + 2 min 26 s           |
| 5e                     | Decathlon AG2R La Mondiale Development Team | France                 | + 3 min 11 s           |
| 6e                     | Arkéa-B&B Hôtels Continentale               | France                 | + 3 min 13 s           |
| 7e                     | Saint Michel-Mavic-Auber 93                 | France                 | + 3 min 15 s           |
| 8e                     | Lidl-Trek Future Racing                     | États-Unis             | + 3 min 48 s           |
| 9e                     | Alpecin-Deceuninck Development Team         | Belgique               | + 4 min 00 s           |
| 10e                    | CIC U Nantes Atlantique                     | France                 | + 4 min 34 s           |

## Évolution des classements
| Étape              |                    | Vainqueur _          | Classement général  | Classement par points | Meilleur grimpeur    | Meilleur sprinteur    | Meilleur jeune | Meilleure équipe _            |
| ------------------ | ------------------ | -------------------- | ------------------- | --------------------- | -------------------- | --------------------- | -------------- | ----------------------------- |
| 1re étape          | étape de plaine    | Tim Torn Teutenberg  | Tim Torn Teutenberg | Tim Torn Teutenberg   | Robin Lesné          | Martin Solhaug Hansen | Liam Van Bylen | Arkéa-B&B Hôtels Continentale |
| 2e étape           | étape vallonnée    | Alexis Guérin        | Alexis Guérin       | Tim Torn Teutenberg   | Baptiste Veistroffer | Baptiste Veistroffer  | Liam Van Bylen | Arkéa-B&B Hôtels Continentale |
| 3e étape           | étape de plaine    | Jakob Söderqvist     | Jakob Söderqvist    | Tim Torn Teutenberg   | Robin Lesné          | Baptiste Veistroffer  | Viktor Soenens | Soudal Quick-Step Devo Team   |
| 4e étape           | étape vallonnée    | Baptiste Veistroffer | Jakob Söderqvist    | Tim Torn Teutenberg   | Baptiste Veistroffer | Baptiste Veistroffer  | Viktor Soenens | Soudal Quick-Step Devo Team   |
| 5e étape           | étape de plaine    | Matys Grisel         | Jakob Söderqvist    | Tim Torn Teutenberg   | Baptiste Veistroffer | Baptiste Veistroffer  | Viktor Soenens | Soudal Quick-Step Devo Team   |
| 6e étape           | étape de plaine    | Antonin Souchon      | Jakob Söderqvist    | Tim Torn Teutenberg   | Federico Savino      | Baptiste Veistroffer  | Viktor Soenens | Soudal Quick-Step Devo Team   |
| 7e étape           | étape vallonnée    | Jesse Kramer         | Jakob Söderqvist    | Tim Torn Teutenberg   | Federico Savino      | Baptiste Veistroffer  | Viktor Soenens | Soudal Quick-Step Devo Team   |
| Classements finals | Classements finals |                      | Jakob Söderqvist    | Tim Torn Teutenberg   | Federico Savino      | Baptiste Veistroffer  | Viktor Soenens | Soudal Quick-Step Devo Team   |

## Liste des participants
| Légende                                | Légende                                                                                                  | Légende                         | Légende                                                                                                  |
| -------------------------------------- | --- | ------------------------------- | --- |
| Num                                    | Dossard de départ porté par le coureur sur ce Tour de Bretagne                                           | Pos                             | Position finale au classement général                                                                    |
| Leader du classement général           | Indique le vainqueur du classement général                                                               | Leader du classement par points | Indique le vainqueur du classement par points                                                            |
| Leader du classement de la montagne    | Indique le vainqueur du classement de la montagne                                                        | Leader du classement des rushs  | Indique le vainqueur du classement des rushs                                                             |
| Leader du classement du meilleur jeune | Indique le vainqueur du classement du meilleur jeune                                                     |                                 | Indique un maillot de champion national ou mondial, suivi de sa spécialité                               |
| #                                      | Indique la meilleure équipe                                                                              | NP                              | Indique un coureur qui n'a pas pris le départ d'une étape, suivi du numéro de l'étape où il s'est retiré |
| AB                                     | Indique un coureur qui n'a pas terminé une étape, suivi du numéro de l'étape où il s'est retiré          | HD                              | Indique un coureur qui a terminé une étape hors des délais, suivi du numéro de l'étape                   |
| *                                      | Indique un coureur en lice pour le classement du meilleur jeune (coureurs nés après le 1er janvier 2004) |                                 | |

| Alpecin-Deceuninck Development Team ADD | Alpecin-Deceuninck Development Team ADD | Alpecin-Deceuninck Development Team ADD |
| --------------------------------------- | --------------------------------------- | --------------------------------------- |
| Num                                     | Coureur                                 | Pos                                     |
| 1                                       | Marceli Bogusławski (POL)               |                                         |
| 2                                       | Lennert Belmans (BEL)                   |                                         |
| 3                                       | Tibor Del Grosso (NED)                  |                                         |
| 4                                       | Sente Sentjens (BEL)                    |                                         |
| 5                                       | Emiel Verstrynge (BEL)                  |                                         |
| 6                                       | Siebe Roesems (BEL)                     | AB-3                                    |

| ARA-Skip Capital ARA | ARA-Skip Capital ARA | ARA-Skip Capital ARA |
| -------------------- | -------------------- | -------------------- |
| Num                  | Coureur              | Pos                  |
| 11                   | Oliver Bleddyn (AUS) |                      |
| 12                   | Brady Gilmore (AUS)  |                      |

| Sans équipe ___ | Sans équipe ___     | Sans équipe ___ |
| --------------- | ------------------- | --------------- |
| Num             | Coureur             | Pos             |
| 13              | William Eaves (AUS) |                 |

| ARA-Skip Capital ARA | ARA-Skip Capital ARA  | ARA-Skip Capital ARA |
| -------------------- | --------------------- | -------------------- |
| Num                  | Coureur               | Pos                  |
| 14                   | Declan Trezise (AUS)  |                      |
| 15                   | Blake Agnoletto (AUS) |                      |
| 16                   | Joshua Cranage (AUS)  |                      |

| Arkéa-B&B Hôtels Continentale ___ | Arkéa-B&B Hôtels Continentale ___ | Arkéa-B&B Hôtels Continentale ___ |
| --------------------------------- | --------------------------------- | --------------------------------- |
| Num                               | Coureur                           | Pos                               |
| 21                                | Florian Dauphin (FRA)             |                                   |
| 22                                | Pierre Thierry (FRA)              |                                   |
| 23                                | Lucas Janssen (NED)               |                                   |
| 24                                | Baptiste Gillet (FRA)             |                                   |
| 25                                | Léandre Lozouet (FRA)             |                                   |
| 26                                | Rémi Lelandais (FRA)              |                                   |

| Astana Qazaqstan Development Team AQD | Astana Qazaqstan Development Team AQD | Astana Qazaqstan Development Team AQD |
| ------------------------------------- | ------------------------------------- | ------------------------------------- |
| Num                                   | Coureur                               | Pos                                   |
| 31                                    | Alessandro Romele (ITA)               | NP-2                                  |
| 32                                    | Max Walker (GBR)                      |                                       |
| 33                                    | Savelii Laptev                        |                                       |
| 34                                    | Simone Zanini (ITA)                   | AB-1                                  |
| 35                                    | Artëm Fofonov (FRA)                   |                                       |
| 36                                    | Andrey Remkhe (KAZ)                   |                                       |

| ATT Investments ATT | ATT Investments ATT  | ATT Investments ATT |
| ------------------- | -------------------- | ------------------- |
| Num                 | Coureur              | Pos                 |
| 41                  | Daniel Turek (CZE)   |                     |
| 42                  | Matúš Štoček (SVK)   |                     |
| 44                  | Dominik Neuman (CZE) |                     |
| 45                  | Jan Kašpar (CZE)     |                     |
| 46                  | Filip Řeha (CZE)     |                     |

| CIC U Nantes Atlantique UCN | CIC U Nantes Atlantique UCN | CIC U Nantes Atlantique UCN |
| --------------------------- | --------------------------- | --------------------------- |
| Num                         | Coureur                     | Pos                         |
| 51                          | Pierre-Henry Basset (FRA)   |                             |
| 52                          | Enzo Boulet (FRA)           |                             |
| 53                          | Léo Danès (FRA)             |                             |
| 54                          | Antoine Hue (FRA)           |                             |
| 55                          | Matisse Julien (CAN)        |                             |
| 56                          | Jon Rye-Johnsen (NOR)       |                             |

| Decathlon AG2R La Mondiale Development DAD | Decathlon AG2R La Mondiale Development DAD | Decathlon AG2R La Mondiale Development DAD |
| ------------------------------------------ | ------------------------------------------ | ------------------------------------------ |
| Num                                        | Coureur                                    | Pos                                        |
| 61                                         | Léo Bisiaux (FRA)                          |                                            |
| 62                                         | Noa Isidore (FRA)                          |                                            |
| 63                                         | Antoine L'Hote (FRA)                       |                                            |
| 64                                         | Killian Verschuren (FRA)                   |                                            |
| 65                                         | Daniel Weis (DEN)                          |                                            |
| 66                                         | Baptiste Veistroffer (FRA)                 |                                            |

| Development Team dsm-firmenich PostNL DDP | Development Team dsm-firmenich PostNL DDP | Development Team dsm-firmenich PostNL DDP |
| ----------------------------------------- | ----------------------------------------- | ----------------------------------------- |
| Num                                       | Coureur                                   | Pos                                       |
| 71                                        | Ryan Gal (NED)                            |                                           |
| 72                                        | Axel Källberg (FIN)                       |                                           |
| 73                                        | Vlad Van Mechelen (BEL)                   |                                           |
| 74                                        | Frank Aron Ragilo (EST)                   |                                           |
| 75                                        | Thom van der Werff (NED)                  |                                           |
| 76                                        | Mees Vlot (NED)                           |                                           |

| Équipe continentale Groupama-FDJ CGF | Équipe continentale Groupama-FDJ CGF | Équipe continentale Groupama-FDJ CGF |
| ------------------------------------ | ------------------------------------ | ------------------------------------ |
| Num                                  | Coureur                              | Pos                                  |
| 81                                   | Ben Askey (GBR)                      |                                      |
| 82                                   | Ronan Augé (FRA)                     |                                      |
| 83                                   | Lewis Bower (NZL)                    |                                      |
| 84                                   | Titouan Fontaine (FRA)               | AB-5                                 |
| 85                                   | Noah Hobbs (GBR)                     |                                      |
| 86                                   | Jens Verbrugghe (BEL)                | AB-5                                 |

| Hagens Berman Jayco HBJ | Hagens Berman Jayco HBJ  | Hagens Berman Jayco HBJ |
| ----------------------- | ------------------------ | ----------------------- |
| Num                     | Coureur                  | Pos                     |
| 92                      | Alastair Mackellar (AUS) |                         |
| 93                      | Hamish McKenzie (AUS)    |                         |
| 95                      | Gonçalo Tavares (POR)    |                         |
| 96                      | Ben Wiggins (GBR)        |                         |

| Lidl-Trek Future Racing LTF | Lidl-Trek Future Racing LTF | Lidl-Trek Future Racing LTF |
| --------------------------- | --------------------------- | --------------------------- |
| Num                         | Coureur                     | Pos                         |
| 101                         | Tim Torn Teutenberg (GER)   |                             |
| 102                         | Matteo Milan (ITA)          |                             |
| 104                         | Martin Pedersen (DEN)       |                             |
| 105                         | Cameron Rogers (AUS)        |                             |
| 106                         | Jakob Söderqvist (SWE)      |                             |

| Lotto Dstny Development Team LDD | Lotto Dstny Development Team LDD | Lotto Dstny Development Team LDD |
| -------------------------------- | -------------------------------- | -------------------------------- |
| Num                              | Coureur                          | Pos                              |
| 111                              | Axel De Lie (BEL)                |                                  |
| 112                              | Joshua Giddings (GBR)            |                                  |
| 113                              | Matys Grisel (FRA)               |                                  |
| 114                              | Tars Poelvoorde (BEL)            |                                  |
| 115                              | Liam Van Bylen (BEL)             |                                  |
| 116                              | Lorenz Van de Wynkele (BEL)      |                                  |

| Philippe Wagner-Bazin PWB | Philippe Wagner-Bazin PWB   | Philippe Wagner-Bazin PWB |
| ------------------------- | --------------------------- | ------------------------- |
| Num                       | Coureur                     | Pos                       |
| 121                       | Jens Vandenbogaerde (BEL)   | AB-3                      |
| 122                       | Enrico Dhaeye (BEL)         |                           |
| 123                       | Alan Boileau (FRA)          |                           |
| 124                       | Alexis Guérin (FRA)         |                           |
| 125                       | Kasper Saver (BEL)          |                           |
| 126                       | Mathias Vanoverberghe (BEL) | AB-3                      |

| Q36.5 Continental Q3C | Q36.5 Continental Q3C  | Q36.5 Continental Q3C |
| --------------------- | ---------------------- | --------------------- |
| Num                   | Coureur                | Pos                   |
| 131                   | Mirko Bozzola (ITA)    |                       |
| 132                   | Raffaele Mosca (ITA)   | AB-3                  |
| 133                   | Travis Stedman (RSA)   |                       |
| 134                   | Manuel Oioli (ITA)     |                       |
| 135                   | Cyrill Gätzi (SUI)     | AB-5                  |
| 136                   | Alessio Portello (ITA) | AB-4                  |

| Soudal Quick-Step Devo Team SQD | Soudal Quick-Step Devo Team SQD | Soudal Quick-Step Devo Team SQD |
| ------------------------------- | ------------------------------- | ------------------------------- |
| Num                             | Coureur                         | Pos                             |
| 141                             | Niels Driesen (BEL)             |                                 |
| 142                             | Gauthier Servranckx (BEL)       |                                 |
| 143                             | Andrea Raccagni Noviero (ITA)   |                                 |
| 144                             | Federico Savino (ITA)           |                                 |
| 145                             | Viktor Soenens (BEL)            |                                 |
| 146                             | Leander Van Hautegem (BEL)      |                                 |

| Saint Michel-Mavic-Auber 93 AUB | Saint Michel-Mavic-Auber 93 AUB | Saint Michel-Mavic-Auber 93 AUB |
| ------------------------------- | ------------------------------- | ------------------------------- |
| Num                             | Coureur                         | Pos                             |
| 151                             | Théo Delacroix (FRA)            |                                 |
| 152                             | Romain Cardis (FRA)             |                                 |
| 153                             | Nicolas Breuillard (FRA)        |                                 |
| 154                             | Dillon Corkery (IRL)            |                                 |
| 155                             | Jérémy Lecroq (FRA)             |                                 |
| 156                             | Morne van Niekerk (RSA)         |                                 |

| ColoQuick TCQ | ColoQuick TCQ                | ColoQuick TCQ |
| ------------- | ---------------------------- | ------------- |
| Num           | Coureur                      | Pos           |
| 161           | Simon Bak (DEN)              |               |
| 162           | Joshua Gudnitz (DEN)         | AB-1          |
| 163           | Magnus Lorents Nielsen (DEN) |               |
| 164           | Aksel Bech Skot-Hansen (DEN) |               |
| 166           | Kevin Biehl (DEN)            |               |

| Team Visma \| Lease a Bike Development VLD | Team Visma \| Lease a Bike Development VLD | Team Visma \| Lease a Bike Development VLD |
| ------------------------------------------ | ------------------------------------------ | ------------------------------------------ |
| Num                                        | Coureur                                    | Pos                                        |
| 171                                        | Dario Igor Belletta (ITA)                  | AB-2                                       |
| 172                                        | Jesse Kramer (NED)                         |                                            |
| 173                                        | Pietro Mattio (ITA)                        |                                            |
| 174                                        | Morten Nørtoft (DEN)                       | AB-2                                       |
| 175                                        | Colby Simmons (USA)                        |                                            |
| 176                                        | Loe van Belle (NED)                        |                                            |

| Trinity Racing TRI | Trinity Racing TRI        | Trinity Racing TRI |
| ------------------ | ------------------------- | ------------------ |
| Num                | Coureur                   | Pos                |
| 181                | Robert Donaldson (GBR)    |                    |
| 182                | Callum Thornley (GBR)     | AB-1               |
| 183                | Tobias Risan Nakken (NOR) |                    |
| 184                | Josh Charlton (GBR)       | AB-4               |
| 185                | Ugo Fabries (FRA)         |                    |
| 186                | Dean Harvey (IRL)         |                    |

| Uno-X Mobility Development Team UXD | Uno-X Mobility Development Team UXD | Uno-X Mobility Development Team UXD |
| ----------------------------------- | ----------------------------------- | ----------------------------------- |
| Num                                 | Coureur                             | Pos                                 |
| 191                                 | Sakarias Koller Løland (NOR)        |                                     |
| 192                                 | Alfred Grenaae (DEN)                |                                     |
| 193                                 | Martin Solhaug Hansen (NOR)         |                                     |
| 194                                 | Mikal Grimstad Uglehus (NOR)        |                                     |
| 195                                 | Halvor Dolven (NOR)                 |                                     |
| 196                                 | Daniel Årnes (NOR)                  |                                     |

| Wanty-Re Uz-Technord WRT | Wanty-Re Uz-Technord WRT   | Wanty-Re Uz-Technord WRT |
| ------------------------ | -------------------------- | ------------------------ |
| Num                      | Coureur                    | Pos                      |
| 201                      | Huub Artz (NED)            | NP-5                     |
| 202                      | Alessio Delle Vedove (ITA) | AB-5                     |
| 203                      | Victor Hannes (BEL)        |                          |
| 204                      | Zeno Moonen (BEL)          |                          |
| 205                      | Tim Rex (BEL)              | NP-4                     |
| 206                      | Sacha Prestianni (BEL)     | AB-1                     |

| Cré'actuel-Marie Morin-U22 COT | Cré'actuel-Marie Morin-U22 COT | Cré'actuel-Marie Morin-U22 COT |
| ------------------------------ | ------------------------------ | ------------------------------ |
| Num                            | Coureur                        | Pos                            |
| 211                            | Swann Gloux (FRA)              | NP-3                           |
| 213                            | Robin Lesné (FRA)              |                                |
| 214                            | Tom Mainguenaud (FRA)          |                                |
| 215                            | Alexis Pierre (FRA)            |                                |

| Dinan Sport Cycling ___ | Dinan Sport Cycling ___ | Dinan Sport Cycling ___ |
| ----------------------- | ----------------------- | ----------------------- |
| Num                     | Coureur                 | Pos                     |
| 221                     | Ilan Larmet (FRA)       |                         |
| 223                     | Florian Rapiteau (FRA)  | AB-5                    |
| 224                     | Damien Ridel (FRA)      |                         |

| Morbihan Adris Gwendal Oliveux ___ | Morbihan Adris Gwendal Oliveux ___ | Morbihan Adris Gwendal Oliveux ___ |
| ---------------------------------- | ---------------------------------- | ---------------------------------- |
| Num                                | Coureur                            | Pos                                |
| 231                                | Jocelyn Baguelin (FRA)             |                                    |
| 232                                | Mickaël Guichard (FRA)             |                                    |
| 234                                | Jonas Geens (BEL)                  |                                    |
| 236                                | Théo Laurans (FRA)                 |                                    |

| VC Pays de Loudéac VPL | VC Pays de Loudéac VPL | VC Pays de Loudéac VPL |
| ---------------------- | ---------------------- | ---------------------- |
| Num                    | Coureur                | Pos                    |
| 245                    | Antonin Souchon (FRA)  |                        |

| Alpecin-Deceuninck Development Team ADD | Alpecin-Deceuninck Development Team ADD | Alpecin-Deceuninck Development Team ADD |
| --------------------------------------- | --------------------------------------- | --------------------------------------- |
| Num                                     | Coureur                                 | Pos                                     |
| 1                                       | Marceli Bogusławski (POL)               |                                         |
| 2                                       | Lennert Belmans (BEL)                   |                                         |
| 3                                       | Tibor Del Grosso (NED)                  |                                         |
| 4                                       | Sente Sentjens (BEL)                    |                                         |
| 5                                       | Emiel Verstrynge (BEL)                  |                                         |
| 6                                       | Siebe Roesems (BEL)                     | AB-3                                    |

| ARA-Skip Capital ARA | ARA-Skip Capital ARA | ARA-Skip Capital ARA |
| -------------------- | -------------------- | -------------------- |
| Num                  | Coureur              | Pos                  |
| 11                   | Oliver Bleddyn (AUS) |                      |
| 12                   | Brady Gilmore (AUS)  |                      |

| Sans équipe ___ | Sans équipe ___     | Sans équipe ___ |
| --------------- | ------------------- | --------------- |
| Num             | Coureur             | Pos             |
| 13              | William Eaves (AUS) |                 |

| ARA-Skip Capital ARA | ARA-Skip Capital ARA  | ARA-Skip Capital ARA |
| -------------------- | --------------------- | -------------------- |
| Num                  | Coureur               | Pos                  |
| 14                   | Declan Trezise (AUS)  |                      |
| 15                   | Blake Agnoletto (AUS) |                      |
| 16                   | Joshua Cranage (AUS)  |                      |

| Arkéa-B&B Hôtels Continentale ___ | Arkéa-B&B Hôtels Continentale ___ | Arkéa-B&B Hôtels Continentale ___ |
| --------------------------------- | --------------------------------- | --------------------------------- |
| Num                               | Coureur                           | Pos                               |
| 21                                | Florian Dauphin (FRA)             |                                   |
| 22                                | Pierre Thierry (FRA)              |                                   |
| 23                                | Lucas Janssen (NED)               |                                   |
| 24                                | Baptiste Gillet (FRA)             |                                   |
| 25                                | Léandre Lozouet (FRA)             |                                   |
| 26                                | Rémi Lelandais (FRA)              |                                   |

| Astana Qazaqstan Development Team AQD | Astana Qazaqstan Development Team AQD | Astana Qazaqstan Development Team AQD |
| ------------------------------------- | ------------------------------------- | ------------------------------------- |
| Num                                   | Coureur                               | Pos                                   |
| 31                                    | Alessandro Romele (ITA)               | NP-2                                  |
| 32                                    | Max Walker (GBR)                      |                                       |
| 33                                    | Savelii Laptev                        |                                       |
| 34                                    | Simone Zanini (ITA)                   | AB-1                                  |
| 35                                    | Artëm Fofonov (FRA)                   |                                       |
| 36                                    | Andrey Remkhe (KAZ)                   |                                       |

| ATT Investments ATT | ATT Investments ATT  | ATT Investments ATT |
| ------------------- | -------------------- | ------------------- |
| Num                 | Coureur              | Pos                 |
| 41                  | Daniel Turek (CZE)   |                     |
| 42                  | Matúš Štoček (SVK)   |                     |
| 44                  | Dominik Neuman (CZE) |                     |
| 45                  | Jan Kašpar (CZE)     |                     |
| 46                  | Filip Řeha (CZE)     |                     |

| CIC U Nantes Atlantique UCN | CIC U Nantes Atlantique UCN | CIC U Nantes Atlantique UCN |
| --------------------------- | --------------------------- | --------------------------- |
| Num                         | Coureur                     | Pos                         |
| 51                          | Pierre-Henry Basset (FRA)   |                             |
| 52                          | Enzo Boulet (FRA)           |                             |
| 53                          | Léo Danès (FRA)             |                             |
| 54                          | Antoine Hue (FRA)           |                             |
| 55                          | Matisse Julien (CAN)        |                             |
| 56                          | Jon Rye-Johnsen (NOR)       |                             |

| Decathlon AG2R La Mondiale Development DAD | Decathlon AG2R La Mondiale Development DAD | Decathlon AG2R La Mondiale Development DAD |
| ------------------------------------------ | ------------------------------------------ | ------------------------------------------ |
| Num                                        | Coureur                                    | Pos                                        |
| 61                                         | Léo Bisiaux (FRA)                          |                                            |
| 62                                         | Noa Isidore (FRA)                          |                                            |
| 63                                         | Antoine L'Hote (FRA)                       |                                            |
| 64                                         | Killian Verschuren (FRA)                   |                                            |
| 65                                         | Daniel Weis (DEN)                          |                                            |
| 66                                         | Baptiste Veistroffer (FRA)                 |                                            |

| Development Team dsm-firmenich PostNL DDP | Development Team dsm-firmenich PostNL DDP | Development Team dsm-firmenich PostNL DDP |
| ----------------------------------------- | ----------------------------------------- | ----------------------------------------- |
| Num                                       | Coureur                                   | Pos                                       |
| 71                                        | Ryan Gal (NED)                            |                                           |
| 72                                        | Axel Källberg (FIN)                       |                                           |
| 73                                        | Vlad Van Mechelen (BEL)                   |                                           |
| 74                                        | Frank Aron Ragilo (EST)                   |                                           |
| 75                                        | Thom van der Werff (NED)                  |                                           |
| 76                                        | Mees Vlot (NED)                           |                                           |

| Équipe continentale Groupama-FDJ CGF | Équipe continentale Groupama-FDJ CGF | Équipe continentale Groupama-FDJ CGF |
| ------------------------------------ | ------------------------------------ | ------------------------------------ |
| Num                                  | Coureur                              | Pos                                  |
| 81                                   | Ben Askey (GBR)                      |                                      |
| 82                                   | Ronan Augé (FRA)                     |                                      |
| 83                                   | Lewis Bower (NZL)                    |                                      |
| 84                                   | Titouan Fontaine (FRA)               | AB-5                                 |
| 85                                   | Noah Hobbs (GBR)                     |                                      |
| 86                                   | Jens Verbrugghe (BEL)                | AB-5                                 |

| Hagens Berman Jayco HBJ | Hagens Berman Jayco HBJ  | Hagens Berman Jayco HBJ |
| ----------------------- | ------------------------ | ----------------------- |
| Num                     | Coureur                  | Pos                     |
| 92                      | Alastair Mackellar (AUS) |                         |
| 93                      | Hamish McKenzie (AUS)    |                         |
| 95                      | Gonçalo Tavares (POR)    |                         |
| 96                      | Ben Wiggins (GBR)        |                         |

| Lidl-Trek Future Racing LTF | Lidl-Trek Future Racing LTF | Lidl-Trek Future Racing LTF |
| --------------------------- | --------------------------- | --------------------------- |
| Num                         | Coureur                     | Pos                         |
| 101                         | Tim Torn Teutenberg (GER)   |                             |
| 102                         | Matteo Milan (ITA)          |                             |
| 104                         | Martin Pedersen (DEN)       |                             |
| 105                         | Cameron Rogers (AUS)        |                             |
| 106                         | Jakob Söderqvist (SWE)      |                             |

| Lotto Dstny Development Team LDD | Lotto Dstny Development Team LDD | Lotto Dstny Development Team LDD |
| -------------------------------- | -------------------------------- | -------------------------------- |
| Num                              | Coureur                          | Pos                              |
| 111                              | Axel De Lie (BEL)                |                                  |
| 112                              | Joshua Giddings (GBR)            |                                  |
| 113                              | Matys Grisel (FRA)               |                                  |
| 114                              | Tars Poelvoorde (BEL)            |                                  |
| 115                              | Liam Van Bylen (BEL)             |                                  |
| 116                              | Lorenz Van de Wynkele (BEL)      |                                  |

| Philippe Wagner-Bazin PWB | Philippe Wagner-Bazin PWB   | Philippe Wagner-Bazin PWB |
| ------------------------- | --------------------------- | ------------------------- |
| Num                       | Coureur                     | Pos                       |
| 121                       | Jens Vandenbogaerde (BEL)   | AB-3                      |
| 122                       | Enrico Dhaeye (BEL)         |                           |
| 123                       | Alan Boileau (FRA)          |                           |
| 124                       | Alexis Guérin (FRA)         |                           |
| 125                       | Kasper Saver (BEL)          |                           |
| 126                       | Mathias Vanoverberghe (BEL) | AB-3                      |

| Q36.5 Continental Q3C | Q36.5 Continental Q3C  | Q36.5 Continental Q3C |
| --------------------- | ---------------------- | --------------------- |
| Num                   | Coureur                | Pos                   |
| 131                   | Mirko Bozzola (ITA)    |                       |
| 132                   | Raffaele Mosca (ITA)   | AB-3                  |
| 133                   | Travis Stedman (RSA)   |                       |
| 134                   | Manuel Oioli (ITA)     |                       |
| 135                   | Cyrill Gätzi (SUI)     | AB-5                  |
| 136                   | Alessio Portello (ITA) | AB-4                  |

| Soudal Quick-Step Devo Team SQD | Soudal Quick-Step Devo Team SQD | Soudal Quick-Step Devo Team SQD |
| ------------------------------- | ------------------------------- | ------------------------------- |
| Num                             | Coureur                         | Pos                             |
| 141                             | Niels Driesen (BEL)             |                                 |
| 142                             | Gauthier Servranckx (BEL)       |                                 |
| 143                             | Andrea Raccagni Noviero (ITA)   |                                 |
| 144                             | Federico Savino (ITA)           |                                 |
| 145                             | Viktor Soenens (BEL)            |                                 |
| 146                             | Leander Van Hautegem (BEL)      |                                 |

| Saint Michel-Mavic-Auber 93 AUB | Saint Michel-Mavic-Auber 93 AUB | Saint Michel-Mavic-Auber 93 AUB |
| ------------------------------- | ------------------------------- | ------------------------------- |
| Num                             | Coureur                         | Pos                             |
| 151                             | Théo Delacroix (FRA)            |                                 |
| 152                             | Romain Cardis (FRA)             |                                 |
| 153                             | Nicolas Breuillard (FRA)        |                                 |
| 154                             | Dillon Corkery (IRL)            |                                 |
| 155                             | Jérémy Lecroq (FRA)             |                                 |
| 156                             | Morne van Niekerk (RSA)         |                                 |

| ColoQuick TCQ | ColoQuick TCQ                | ColoQuick TCQ |
| ------------- | ---------------------------- | ------------- |
| Num           | Coureur                      | Pos           |
| 161           | Simon Bak (DEN)              |               |
| 162           | Joshua Gudnitz (DEN)         | AB-1          |
| 163           | Magnus Lorents Nielsen (DEN) |               |
| 164           | Aksel Bech Skot-Hansen (DEN) |               |
| 166           | Kevin Biehl (DEN)            |               |

| Team Visma \| Lease a Bike Development VLD | Team Visma \| Lease a Bike Development VLD | Team Visma \| Lease a Bike Development VLD |
| ------------------------------------------ | ------------------------------------------ | ------------------------------------------ |
| Num                                        | Coureur                                    | Pos                                        |
| 171                                        | Dario Igor Belletta (ITA)                  | AB-2                                       |
| 172                                        | Jesse Kramer (NED)                         |                                            |
| 173                                        | Pietro Mattio (ITA)                        |                                            |
| 174                                        | Morten Nørtoft (DEN)                       | AB-2                                       |
| 175                                        | Colby Simmons (USA)                        |                                            |
| 176                                        | Loe van Belle (NED)                        |                                            |

| Trinity Racing TRI | Trinity Racing TRI        | Trinity Racing TRI |
| ------------------ | ------------------------- | ------------------ |
| Num                | Coureur                   | Pos                |
| 181                | Robert Donaldson (GBR)    |                    |
| 182                | Callum Thornley (GBR)     | AB-1               |
| 183                | Tobias Risan Nakken (NOR) |                    |
| 184                | Josh Charlton (GBR)       | AB-4               |
| 185                | Ugo Fabries (FRA)         |                    |
| 186                | Dean Harvey (IRL)         |                    |

| Uno-X Mobility Development Team UXD | Uno-X Mobility Development Team UXD | Uno-X Mobility Development Team UXD |
| ----------------------------------- | ----------------------------------- | ----------------------------------- |
| Num                                 | Coureur                             | Pos                                 |
| 191                                 | Sakarias Koller Løland (NOR)        |                                     |
| 192                                 | Alfred Grenaae (DEN)                |                                     |
| 193                                 | Martin Solhaug Hansen (NOR)         |                                     |
| 194                                 | Mikal Grimstad Uglehus (NOR)        |                                     |
| 195                                 | Halvor Dolven (NOR)                 |                                     |
| 196                                 | Daniel Årnes (NOR)                  |                                     |

| Wanty-Re Uz-Technord WRT | Wanty-Re Uz-Technord WRT   | Wanty-Re Uz-Technord WRT |
| ------------------------ | -------------------------- | ------------------------ |
| Num                      | Coureur                    | Pos                      |
| 201                      | Huub Artz (NED)            | NP-5                     |
| 202                      | Alessio Delle Vedove (ITA) | AB-5                     |
| 203                      | Victor Hannes (BEL)        |                          |
| 204                      | Zeno Moonen (BEL)          |                          |
| 205                      | Tim Rex (BEL)              | NP-4                     |
| 206                      | Sacha Prestianni (BEL)     | AB-1                     |

| Cré'actuel-Marie Morin-U22 COT | Cré'actuel-Marie Morin-U22 COT | Cré'actuel-Marie Morin-U22 COT |
| ------------------------------ | ------------------------------ | ------------------------------ |
| Num                            | Coureur                        | Pos                            |
| 211                            | Swann Gloux (FRA)              | NP-3                           |
| 213                            | Robin Lesné (FRA)              |                                |
| 214                            | Tom Mainguenaud (FRA)          |                                |
| 215                            | Alexis Pierre (FRA)            |                                |

| Dinan Sport Cycling ___ | Dinan Sport Cycling ___ | Dinan Sport Cycling ___ |
| ----------------------- | ----------------------- | ----------------------- |
| Num                     | Coureur                 | Pos                     |
| 221                     | Ilan Larmet (FRA)       |                         |
| 223                     | Florian Rapiteau (FRA)  | AB-5                    |
| 224                     | Damien Ridel (FRA)      |                         |

| Morbihan Adris Gwendal Oliveux ___ | Morbihan Adris Gwendal Oliveux ___ | Morbihan Adris Gwendal Oliveux ___ |
| ---------------------------------- | ---------------------------------- | ---------------------------------- |
| Num                                | Coureur                            | Pos                                |
| 231                                | Jocelyn Baguelin (FRA)             |                                    |
| 232                                | Mickaël Guichard (FRA)             |                                    |
| 234                                | Jonas Geens (BEL)                  |                                    |
| 236                                | Théo Laurans (FRA)                 |                                    |

| VC Pays de Loudéac VPL | VC Pays de Loudéac VPL | VC Pays de Loudéac VPL |
| ---------------------- | ---------------------- | ---------------------- |
| Num                    | Coureur                | Pos                    |
| 245                    | Antonin Souchon (FRA)  |                        |